# Aszan Bazajev
Aszan Bazajev (Kazakul Асан Базаев, 1981. február 22. –) professzionális országútikerékpár-versenyző, aki 2006 óta a kazahsztáni Astana csapatban versenyzett. 2004-ben megnyerte a Hellas Tour-t, de egyetlen szakaszon sem lett első. 2006-ban viszont megnyerte a Deutschland Tour 1. szakaszát.
2013-ban visszavonult a versenyzéstől.

## Eredményei
- GP Tell, 1. szakasz (2003)
- Tour of Hellas (2004)
- Ázsiai Időfutam Bajnokság (2004)
- Deutschland Tour, 1. szakasz (2006)
- Nemzeti Országútiverseny Bajnokság, 1. helyezés